# Ortačko društvo
Ortačko društvo je privredno društvo koje osnivaju dva ili više fizičkih i/ili pravnih lica u svojstvu ortaka društva radi obavljanja određene delatnosti pod zajedničkim poslovnim imenom, a radi sticanja profita. Ovo privredno društvo se uglavnom osniva u slučajevima kada se radi o manjem privrednom subjektu, tj manjem preduzeću, a lica koja ga čine su ortaci. Ortačko društvo ima nekoliko osnovnih karakteristika. Ortačko društvo karakteriše ugovorni način njegovog nastanka – ono nastaje na osnovu ugovora o osnivanju, koji treba da prihvate i potpišu svi njegovi osnivači, budući ortaci.
Ortačko društvo je jedno od četiri pravne forme privrednih društava. Ostala tri su komanditno društvo, društvo sa ograničenom odgovornošću, akcionarsko društvo.

## Osnivanje ortačkog društva

### Osnivanje
Ortačko društvo nastaje simultanim osnivanjem (izuzetno, može nastati na osnovu promene oblika ) i to ugovorom o osnivanju. U našem pravu bitna je pisana forma ovog ugovora što je slučaj i sa drugim zemljama koje ovom društvu priznaju pravni subjektivitet. Zakon o privrednim društvima određuje minimum obaveznih elemenata ovog ugovora (poslovno ime i sedište, delatnost društva – cilj društva, određenje osnivača, određivanje vrste i vrednosti uloga svakog ortaka ). Osnivački akt ortačkog društva, pored ovih bitnih elemenata može da sadrži i druge fakultativne elemente od značaja za društvo i ortake, a naročito odredbe o: višoj sili, delimičnoj ništavnosti, trajanju i raskidu ugovora, eventualno o pratećim ugovorima i njihovom odnosu sa glavnim ugovorom, prepisci ugovornih strana, rešavanju sporova i ako je reč o ugovoru sa stranim elementom: klauzule o primeni prava, jeziku ugovora itd. Osnivački akt u formi ugovora o osnivanju je obavezan konstitutivni akt ovog društva, a pored ovog akta, ortačko društvo može da ima i poseban akt – ugovor ortaka društva, koji se ne prilaže registru a kojim ortaci mogu bliže da urede svoje međusobne odnose, čime se rasterećuje konstitutivan akt nepotrebnog sadržaja, a sa druge strane omogućuje ortacima da bliže urede upravljanje društvom i svoje međusobne odnose i odnose prema društvu. U slučaju nesaglasnosti osnivačkog akta i ugovora ortaka, prednosti imaju odredbe osnivačkog akta.

### Osnivački ulog
Početna imovina društva formira se iz uloga ortaka osnivača, koji mogu biti u novcu, stvarima i pravima. Ako je reč o nenovčanim ulozima, potrebno je da njihovu procenu obave sami osnivači. Naše pravo izričito propisuje da je dozvoljeno da se ulozi mogu sastojati i samo iz roba i usluga,kako izvršenih tako i budućih. Ulozi po pravilu ulaze u imovinu društva koja se ne upisuje u registar (za to služe poslovne knjige društva i druge javne knjige ), jer nije reč o društvu kapitala, a ulagači dobijaju svojstvo ortaka društva, sa određenim udelom u društvu ("svojina nad društvom" ). Ako ugovorom nije drugačije utvrđeno ortaci ulažu uloge jednake vrednosti (princip jednakosti uloga i ravnopravnost ortaka ).

### Ortački udeo
Raspolaganje ortačkim udelom među ortacima je slobodno ukoliko ugovorom ortaka nije drugačije definisano. Prenos udela trećem licu je po pravilu ograničen pravom preče kupovine i davanjem saglasnosti od strane svih ostalih ortaka. U svim slučajevima prenosa udela, prenosilac udela i sticalac prenetog udela odgovaraju solidarno prema društvu za sve obaveze prenosioca udela prema društvu u trenutku prenosa, osim ako se ortaci ne sporazumeju drugačije.

## Organi
Ortačko društvo zbog svoje prirode u osnovi nema organe društva, budući da su u toj funkciji po pravilu svi ortaci društva (kao ugovorne stane iz osnivačkog akta i kao lica koja vode poslove društva i zastupaju društvo, ako drugačije ne odrede osnivačkim aktom).

## Način upravljanja
Poslovodjenje obuhvata obavljanje pravnih poslova koje spadaju u tzv. redovnu delatnost društva (pravilo je da su to poslovi iz registrovane delatnosti društva), dok je za druge (vanredne) poslove potrebna saglasnost svih ortaka društva (ako drugačije nije određeno osnivačkim aktom društva). Svi ortaci ovlašćeni na poslovođenje imaju pravo i obavezu (jer je to u interesu tog društva) da učestvuju u donošenju odluka za koje je zakonom i ugovorom utvrđeno da ih ne donose svi ortaci društva, već samo oni koji su ovlašćeni na poslovođenje.
Prema Zakonu o privrednim društvima, ortačkim društvom mogu upravljati:
1. svi ortaci društva (što je pretpostavka ako ugovorom nije drugačije utvrđeno – ortak se čak ne može punovažno unapred u osnovačkom aktu ili ugovoru ortaka društva odreći prava na poslovođenje) i
2. ugovorom o osnivanju upravljanje se može poveriti: 
  1. jednom ortaku
  2. nekolicini ortaka
  3. nekom posebnom organu
  4. posebnom licu koji nije ortak društva – prokuristi

Pri zajedničkom poslovođenju, kada ortaci ovlašćeni na poslovođenje mogu postupati samostalno, dužni su da se pridržavaju uputstva drugih ortaka koji su ovlašćeni na poslovođenje. Poslovodjenje se može oduzeti po tužbi društva i ostalih ortaka društva, privremeno ili konačno, u slučaju teže povrede dužnosti ili nesposobnosti za poslovođenje, a u skladu sa ugovorom o osnivanju. Poslovođenje se može otkazati iz određenih „opravdanih“ razloga utvrđinim ugovorom ili zakonom. Poslovodjenje se ne može preneti na drugo lice, osim ako je drugačije utvrđeno osnivačkim ugovorom ili se sa prenosom usaglase svi ortaci društva.

## Zastupanje
Pravilo je da se u ortačkom društvu funkcije poslovođenja i zastupanja poklapaju te da ih obavljaju ista lica (što ne znači da to uvek mora biti slučaj). Otuda kao i vođenje poslova ovog društva i zastupanje ovog društva može biti od strane svih ortaka (što je pretpostavka ako nije drugačije uređeno – ortak se takođe ne može unapred punovažno odreći ovlašćenja na zastupanje), nekolicine, jednog ortaka, posebnog organa ili posebnog lica – prokuriste. U slučaju kolektivnog zastupanja pravilo o potrebnoj saglasnosti svih ortaka ovlašćenih za zastupanje važi samo za tzv. aktivne radnje zastupnika prema trećim licima, dok za tzv. pasivne radnje koje prema zastupnicima čine treća lica (npr. prigovor na robu i sl.) dovoljno je samo da se učine prema jednom od ortaka ovlašćenih na kolektivno zastupanje pa da se smatra da su učinjene pravnovaljano. Za razliku od poslovođenja, gde zakon pravi razliku između redovnih i vanrednih poslova, pri zastupanju, ako nije drugačije ugovoreno, pravilo je da zastupnici imaju ograničena ovlašćenja u poslovima iz delatnosti društva.

## Ortaci
Ortačko društvo mogu osnovati najmanje dva lica i to: 
- dva ili više fizičkih lica,
- dva ili više fizičkih i pravnih lica, ili
- dva ili više pravnih lica.

Gornja granica broja ortaka nije definisana, što znači da ne postoji konkretan broj. Međutim, u praksi se pokazalo da što je veći broj ortaka to je upravljanje samim društvom znatno otežano, a samim tim i uspešnost tog društva. Osnivački akt ortačkog društva, mora uvek biti sačinjen u pismenoj formi, iz čega proizilazi da je osnivački akt strogo formalan akt. Osnivački akt da bi bio punovažan, mora biti potpisan od strane svih njegovih osnivača. Ti potpisi overavaju se na propisan način. Ugovorom o osnivanju ortačkog društva predviđaju se svi bitni elementi za osnivanje društva.
Ugovorom se uređuju:
- podaci o osnivačima,
- poslovno ime i sedište privrednog društva,
- delatnost privrednog društva,
- osnivački kapital privrednog društva, odnosno označenje vrste i vrednosti uloga ortaka i druga pitanja bitna i karakteristična za ovo društvo.

Nije predviđena obaveza za unošenje novčanog dela osnivačkog kapitala koji bi osnivači morali uložiti, kao što je to predviđeno kod društva sa ograničenom odgovornošću i akcionarskog društva. Što znači da ne postoji minimalan ulog koji mora biti unesen u društvo kako bi ono i moglo da se osnuje. Ali je veoma bitno naglasiti da mora da postoji nešto što se unosi u društvo, tj mora da postoji ulog. Zakonom je uređeno šta ortak društva može, a ne mora uneti u ortačko društvo kao ulog. To može biti: novac, stvari, prava ali i usluge i rad. Bitno je napomenuti da ovakve uloge ne mogu da imaju sva privredna društva. Za razliku od ortačkog, akcionarsko i društvo sa ograničenom odgovornošću, ne mogu da imaju uloge u vidu rada i usluga, nego samo u novcu, stvarima i pravima.

## Pravni odnosi između članova ortačkog društva
Pravni odnosi između samih ortaka, kao i pravni odnosi ortaka sa društvom, uređuju se ugovorom o ogovoru o osnivanju nisu strogo definisana pravila, primenjuju se ona iz Zakona o privrednim društvima. Ugovor o osnivanju društva, kao osnivački akt je obavezan. U suprotnom, ne bi se moglo osnovati ortačko društvo. Međutim, ugovor ortaka nije obavezan. Ortaci ga mogu, a ne moraju zaključiti. Ortak u ortačkom društvu nije obavezan da svoj ulog povećava iznad iznosa ugovorenog osnivačkim aktom. Takođe, ortak ne može smanjiti svoj ulog bez saglasnosti svih ostalih ortaka. Dobit ortačkog društva raspodeljuje se među ortacima društva u skladu sa ugovorom o osnivanju društva. S obzirom da su ulozi najčešće jednaki, isto tako se deli i profit, na jednake delove. Takođe, ortaci ortačkog društva snose gubitak ortačkog društva, prema pravilima koja su utvrdili u ugovoru o osnivanju društva.
Veoma je važno napomenuti da ortaci u ortačkom društvu odgovaraju 
 solidarno celokupnom svojom imovinom .. Ovo znači da ako društvo ne može da, sredstvima društva, pokrije gubitak ili prispele obaveze, ortaci su dužni da taj gubitak pokriju i ličnom imovinom( porodična kuća, automobil, vikendica itd). Veoma je važno istaći da se odluke u ortačkom društvu donose zajednički, uz saglasnost svih ortaka, ali i to da je svaki ortak ujedno i predstavnik tog društva. Znači ako jedan ortak donese samostalnu odluku i zaključi neki, npr štetan ugovor, ostali ortaci će morati solidarno i neograničeno da pokrivaju tu štetu. Ovo je ujedno i jedna od najvećih mana i nedostataka ovog društva.

## Istupanje ortaka i prenos udela
Ortak ne može slobodno da prenese svoj udeo na treće lice. To može da učini jedino uz saglasnost ostalih ortaka. Bitno je napomenuti i to da je prenos udela među samim ortacima slobodan.
Ortak može dobrovoljno napustiti ortačko društvo. Bitno je da otkaz podese u pismenoj formi i to 6 meseci pre isteka poslovne godine. Udeo ortaka koji napušta društvo se deli na jednake delove preostalim ortacima.

## Prednosti i nedostaci Ortačkog društva

### Prednosti
- Participacija i fleksibilnost u upravljanju - svaki ortak ima jednako ovlašćenje da upravlja poslovima društva.
- Niski troškovi organizacije i osnivanja društva
- Ne postoje zahtevi u vezi propisanog minimalnog kapitala za osnivanje društva
- Poreske pogodnosti - ortačko društvo se oporezuje na isti način kao i individualni preduzetnici.
- Raznovrsni izvori kapitala - ova forma ima širu osnovu za pribavljanje dodatnog kapitala, jer više od jednog lica doprinosi preduzeću.[5]

### Nedostaci
- Neograničena odgovornost - ortaci su lično odgovorni za dugove, obaveze i štete izvršene od strane ili u ime društva. Svi ortaci odgovorni su za radnje bilo kojeg ortaka koji deluje u ime društva.
- Činjenica da svaki ortak može delovati u ime društva može prouzrokovati probleme kad se ortaci ne slažu oko fundamentalnih pitanja.
- Neizvesnost trajnosti.
- Ograničena sposobnost povećanja kapitala - ortačko društvo ne može emitovati akcije da bi povećao kapital za obavljanje delatnosti. Kapital društva se obično sastoji od uloga njegovih ortaka i kreditnih sredstava dobijenih po osnovu obezbeđenja ličnom imovinom ortaka ili imovine društva.[5]

## Pravni izvori
- Zakon o privrednim društvima
- Opšta pravna načela
- Sudska (i arbitražna) praksa
- Autonomni izvori kompanijskog prava
- Pravna nauka

## Literatura
- Mirko S. Vasiljević: "Kompanijsko pravo", Beograd, 2007

## Spoljašnje veze
- Agencija za privredne registre
- Paragraf